# Coruro
Der Coruro (Spalacopus cyanus) ist eine in Südamerika lebende Nagetierart aus der Familie der Trugratten (Octodontidae). Er ist der am besten an eine grabende Lebensweise angepasste Vertreter dieser Gruppe.

## Merkmale
Coruros sind stämmige Tiere mit großem Kopf und kurzem Hals. Das weiche Fell ist schwarzbraun oder schwarz gefärbt, die Füße sind dunkelgrau. Der Schwanz ist relativ kurz, er ist mit Schuppen versehen und unbehaart. Augen und Ohrmuscheln sind klein. Die Nagezähne sind lang, breit und stark nach vorne gebogen, die Molaren sind dauerwachsend, die Höcker auf den Kauflächen sind in Form einer Acht angeordnet. Coruros erreichen eine Kopfrumpflänge von 11,5 bis 16,5 Zentimeter, der Schwanz wird 4 bis 6 Zentimeter lang. Das Gewicht beträgt 60 bis 120 Gramm.

## Verbreitung und Lebensraum
Coruros sind in Chile endemisch, sie kommen von der Region Coquimbo bis zur Region Maule vor. Sie bewohnen sowohl Küstenregionen als auch Gebirgsländer bis 3000 Metern Seehöhe, Lebensraum dieser Art sind trockene Gebiete wie Savannen und alpine Grasländer.

## Lebensweise

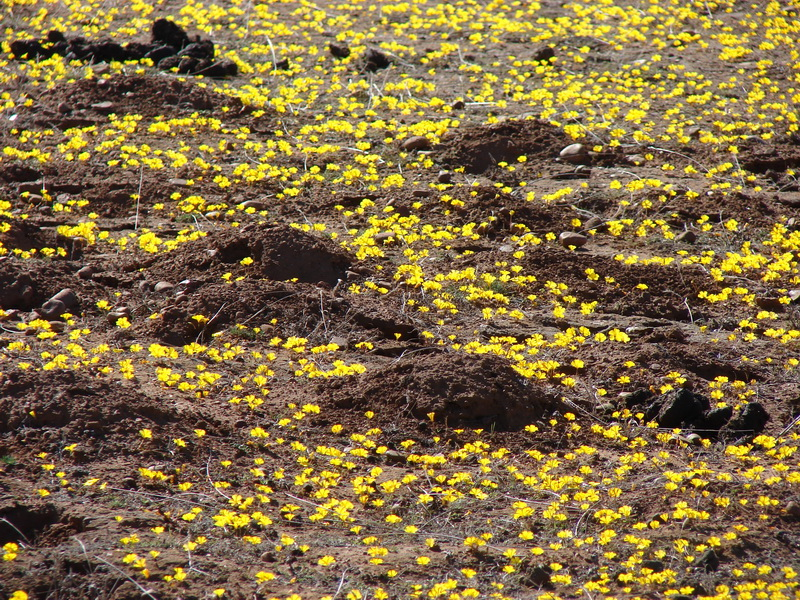
Coruro-Kolonie

Coruros sind ausgesprochen tagaktiv, sie kommen selten an die Erdoberfläche, sondern führen eine grabende, unterirdische Lebensweise. Die komplexen Baue bestehen aus Verbindungstunneln, die 10 bis 12 Zentimeter unter der Erde liegen und 5 bis 7 Zentimeter Durchmesser haben, von diesen Verbindungsgängen führen Wege an die Erdoberfläche, entweder zu Futterpflanzen oder um Erde nach oben zu schaufeln. Diese Tiere graben mit den Vorderpfoten und den Zähnen, die Hinterbeine dienen dazu, Erde nach oben zu scharren.
Baue werden gemeinschaftlich bewohnt. Gruppen bestehen aus rund 15 Tieren, darunter mehrere Männchen. Die Gangsysteme der einzelnen Gruppen können unmittelbar nebeneinander liegen oder sogar miteinander verbunden sein, sodass manchmal große Flächen mit Corurobauen durchzogen sind. Eine Gruppe bleibt in der Regel nur kurz in einem Gebiet. Wenn nach wenigem Tagen die Nahrungsressourcen erschöpft sind, ziehen sie weiter und legen neue Baue an.
Coruros kommunizieren mit einer Reihe von Lauten, darunter eine Folge von drei bis vier Pfeiftönen, die jeweils fünf Sekunden andauern.

## Nahrung
Hauptnahrung der Coruros sind die Zwiebeln und Stängeln von Leucocoryne ixioides, einem Lauchgewächs (Alliaceae). Die Nahrungsaufnahme geschieht ausschließlich unterirdisch. Diese Tiere legen in ihren Bauen Nahrungsvorräte für den Winter an, sie halten keinen Winterschlaf.

## Fortpflanzung
Über die Fortpflanzung ist wenig bekannt, die Weibchen dürften zweimal im Jahr Nachwuchs zur Welt bringen. Nach einer rund 77-tägigen Tragzeit kommen zwei bis fünf Jungtiere zur Welt. Nach 60 Tagen werden sie entwöhnt. Tiere in menschlicher Obhut können über 5 Jahre alt werden.

## Coruros und Menschen
Manchmal graben die Menschen die Nahrungsvorräte der Coruros aus, insgesamt dürfte die Art aber weit verbreitet und nicht bedroht sein.

## Belege
1. ↑  Wilde Cururos sind tagaktiv. In: Kleinsäuger sui generis. 11. März 2015 (jimdo.com [abgerufen am 3. Mai 2018]).
2. ↑  Untersuchung zu Reproduktion und Entwicklung von Cururos. In: Kleinsäuger sui generis. 3. März 2015 (jimdo.com [abgerufen am 3. Mai 2018]).